# تاوولتو
تاوولتو (به ایتالیایی: Tavoleto) یک کومونه در ایتالیا است که در استان پزارو و اوربینو واقع شده‌است.

## خصوصیات
تاوولتو ۱۲٫۰ کیلومترمربع مساحت و ۹۲۰ نفر جمعیت دارد و ۴۲۶ متر بالاتر از سطح دریا واقع شده‌است.